# Arnaud Le Lan
Arnaud Le Lan (Pontivy, 22 marzo 1978) è un ex calciatore francese, di ruolo difensore.